# Paradise City (serie de televisión)
Paradise City es una serie de televisión estadounidense creada por Ash Avildsen, es un spin-off de la película American Satan. Se espera que Andy Biersack y Ben Bruce, junto con otros miembros del reparto, repitan sus papeles de la película original. 
El fallecido actor Cameron Boyce hará una aparición póstuma en la serie, interpretando el papel de Simón. También se espera que Kellin Quinn de Sleeping With Sirens aparezca en la serie.  La cantante y actriz Bella Thorne interpretará a Lily Mayflower, en reemplazo del actor Jesse Sullivan. Además, el baterista de Asking Alexandria, James Cassells, asume el papel de Dylan James, baterista de "The Relentless", en reemplazo de Sebastian Gregory.

## Sinopsis
La vida de una estrella de rock que parece tenerlo todo y un niño que lo idolatra chocan en sus vidas destruidas, construidas por el mercado de la música y el lado oscuro de Los Ángeles.

## Elenco
- Andy Biersack como Johnny Faust
- Brooke Lyons como Mr. Capricorn
- Hopsin como Gabriel
- Olivia Culpo como Gretchen Mary Ruth
- Bella Thorne como Lily Mayflower
- Cameron Boyce como Simon Ostergaard
- Amanda Steele como Vivian Thomas
- Booboo Stewart como Vic Lakota
- Mark Boone Junior como Elías
- Ben Bruce como Leo Donovan
- James Cassells como Dylan James
- Juliet Simms como Sheva